# Esquerra Republicana de Catalunya
|  | «ERC» redirigeix aquí. Vegeu-ne altres significats a «ERC (desambiguació)». |

Esquerra Republicana de Catalunya (ERC), genèricament anomenat Esquerra Republicana, és un partit polític català fundat el març de 1931, que es defineix com a socialdemòcrata i és partidari de la independència dels Països Catalans.
En l'actualitat, el nom fundacional només representa la federació a Catalunya del partit, ja que està implantat a tots els Països Catalans i té tres federacions: la del Principat de Catalunya (ERC), la del País Valencià (Esquerra Republicana del País Valencià, ERPV) i la de les Illes Balears i Pitiüses (ERIB).
La seva branca juvenil és Jovent Republicà i la seva publicació és la revista Esquerra Nacional.

## Història

### La fundació

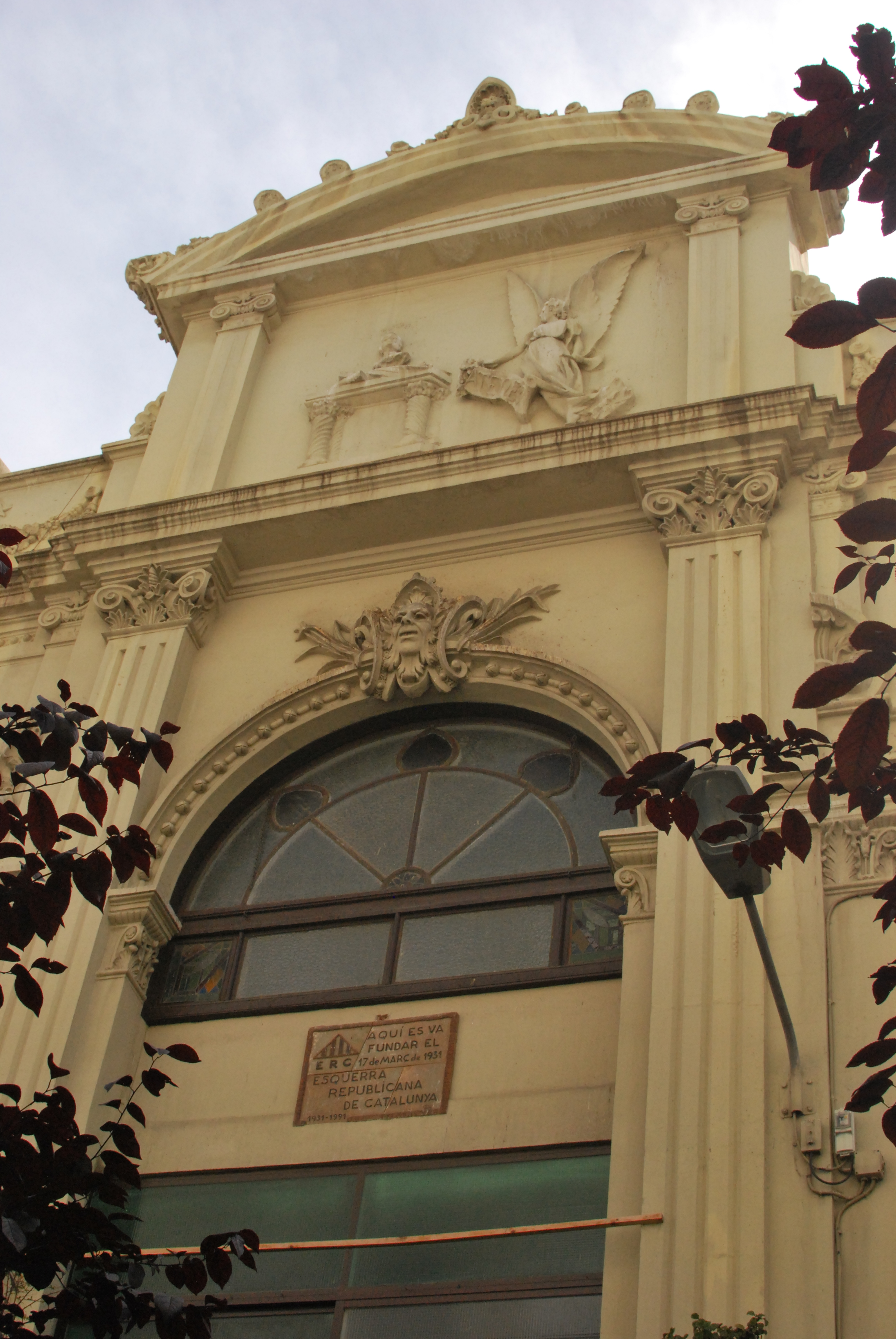
Edifici on es va fundar

Els dies 17, 18 i 19 de març de l'any 1931 se celebrà al Foment Republicà de Sants (barri de Sants de Barcelona) la Conferència d'Esquerres, on es va fundar com a partit polític l'Esquerra Republicana de Catalunya, de la unió de les organitzacions Estat Català de Francesc Macià, el Partit Republicà Català de Lluís Companys i el grup L'Opinió de Joan Lluhí, a més de diverses associacions comarcals i locals. El primer president de la nova organització política va ésser Francesc Macià, escollit per unanimitat.
Els principis més importants van ser: el reconeixement de la identitat de Catalunya com a nació, la defensa dels drets individuals de l'home i la redistribució de la riquesa, mentre que el programa social s'estructurà damunt la plena llibertat sindical, el dret de vaga, la defensa del salari mínim, la jornada de vuit hores, vacances obligatòries, assegurances i jubilacions i escoles de treball.

### L'hegemonia republicana

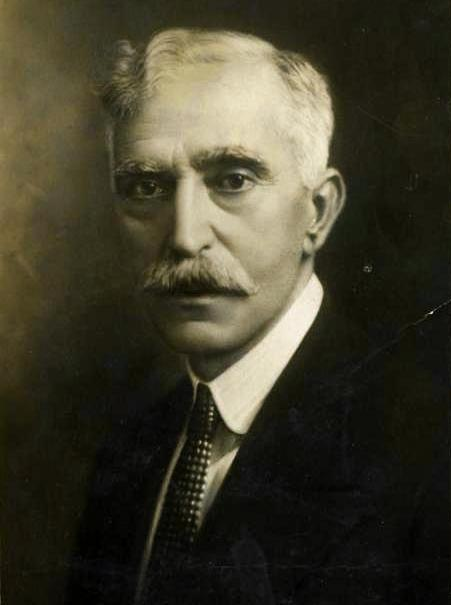
Francesc Macià, conegut popularment com L'Avi, president de la Generalitat de Catalunya d'ençà del restabliment de la Generalitat el 1931 fins a la seva mort, el 25 de desembre de 1933.

Amb Francesc Macià com a líder, ERC va esdevenir el partit més votat a les eleccions municipals d'abril de 1931. Després de la victòria Macià va proclamar la República Catalana, però aquest acte no va ser una proclamació d'independència de Catalunya sinó la proclamació de la República, com va passar a altres ciutats d'Espanya, i del nou règim català donat que un dels punts del pacte de Sant Sebastià (1930) era l'autogovern per a Catalunya. Així es va redactar un Estatut d'Autonomia que suposava el restabliment de la Generalitat de Catalunya, institució que Macià dirigiria inicialment.
L'agost del mateix any, s'aprova en referèndum l'Estatut d'Autonomia de Catalunya, com a marc legal a partir del qual el Principat recuperava competències d'autogovern per primera vegada des de la derrota a la Guerra de Successió Espanyola (1705-1715). Aquest Estatut, tot i ser esmenat pel Congrés dels Diputats, va entrar en vigor el setembre de 1932.
ERC, a partir d'aquell moment, i en el marc de la II República Espanyola (1931-1939), guanya totes les eleccions que es van celebrant, tant les municipals com les del Parlament i les legislatives. És en aquest context polític que el desembre de 1933 mor Francesc Macià. Lluís Companys el succeeix com a President de la Generalitat.
El 1934, Lluís Companys tornà a declarar una República Catalana. L'intent era una resposta contra el successos d'Astúries i un acte de protesta contra el govern conservador, al que acusaven d'haver trencat els valors de la República. Companys detingut i empresonat, i el govern suspès, en el que històricament s'ha anomenat els Fets del sis d'octubre.
| «                                             | Catalans! Les forces monàrquiques i feixistes que d'un temps ençà pretenien trair la República, han aconseguit el seu objectiu i han assaltat el Poder. En aquesta hora solemne, en nom del Poble i del Parlament, el Govern que presideixo assumeix totes les facultats del Poder a Catalunya, proclamo l'Estat Català de la República Federal Espanyola, i en restablir i fortificar la relació amb els dirigents de la protesta general contra el feixisme, els invita a establir a Catalunya el Govern Provisional de la República, que trobarà en el nostre poble català el més generós impuls de fraternitat en el comú anhel d'edificar una República Federal lliure i magnífica. Catalans! L'hora és greu i gloriosa. L'esperit del president Macià, restaurador de la Generalitat, ens acompanya. Cadascú al seu lloc i Catalunya i la República al cor de tots. Visca Catalunya! Visca la República! Visca la llibertat! | » |
| — Lluís Companys i Jover, 6 d'octubre de 1934 | |   |

La creació, el 1934, a Castelló de la Plana, d'Esquerra Republicana del País Valencià (ERPV), encapçalada per Gaetà Huguet i Segarra, va ser dins el marc de la Izquierda Republicana de Manuel Azaña. Posteriorment Huguet donà suport a un procés de convergència amb Esquerra Valenciana.

### Guerra civil

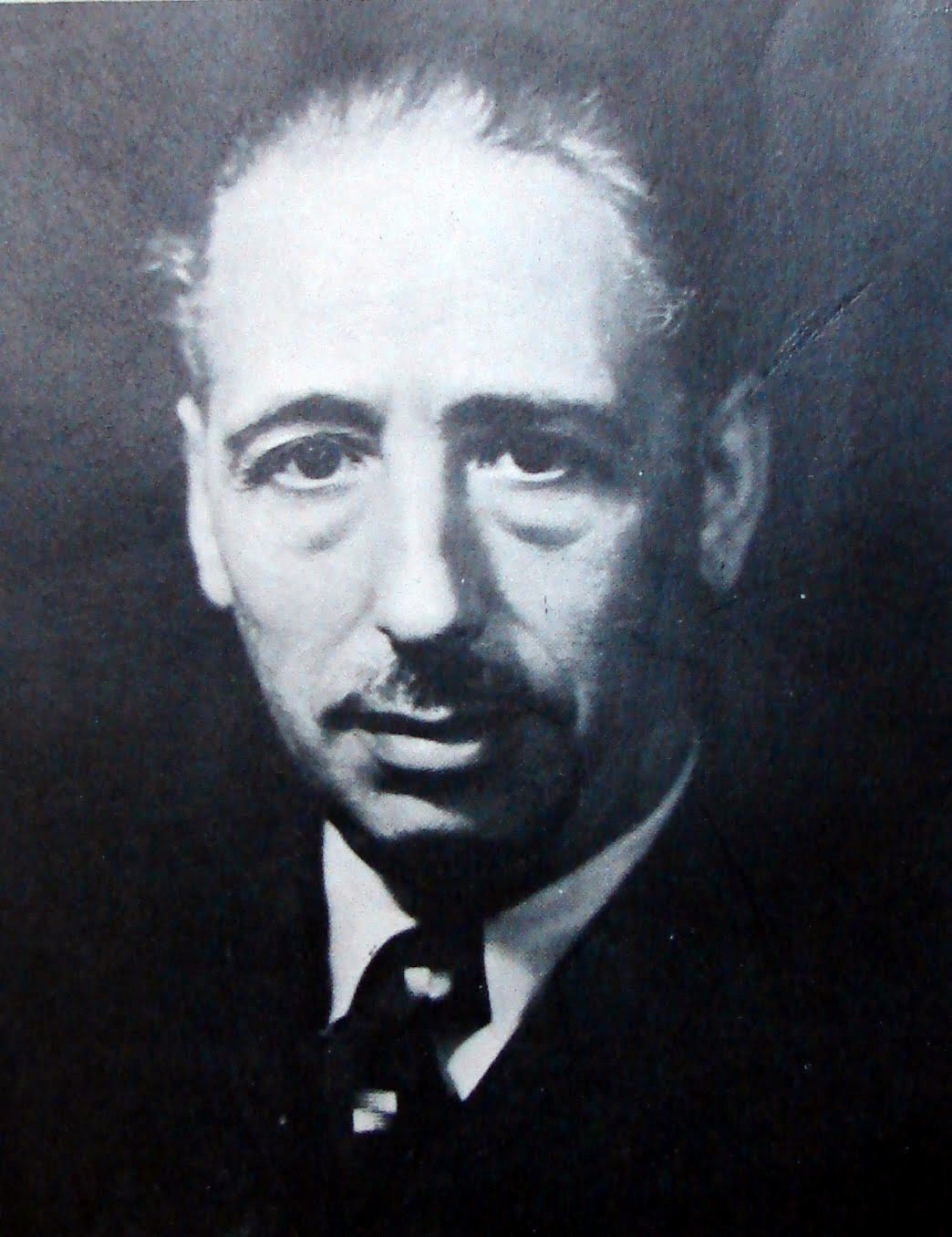
Lluís Companys, president de la Generalitat de Catalunya durant gran part de la II República espanyola i la Guerra Civil, afusellat per les tropes franquistes el 1940

El 1936, Esquerra va formar part del Front popular que va guanyar les eleccions. Lluís Companys va tornar a assumir el Govern de la Generalitat de Catalunya. Aviat sorgiren dificultats, en primer lloc, en considerar ERC massa regionalista, es produí la sortida pràcticament en bloc dels militants d'ERC del sector fins aleshores autònom d'Estat Català que incloïa la pràctica totalitat de les joventuts del partit (Joventuts d'Esquerra Republicana-Estat Català JEREC). En segon lloc, pel juliol, amb l'alçament militar que va desembocar en la Guerra Civil espanyola. A més, el govern català també es va veure pressionat internament pels diversos grups que li donaven suport: anarquistes, comunistes i trotskistes.
El 17 de juliol de 1936 els militars espanyols es revolten contra la legitimitat democràtica que representava la Segona República Espanyola. El cop d'estat del 18 de juliol és reprimit amb èxit a Catalunya en 48 hores, però no a altres zones d'Espanya. Esclata la Guerra Civil espanyola, conflicte que s'estendrà al llarg de tres anys i que serà interpretat com l'assaig general de les grans potències previ a la Segona Guerra Mundial. Durant tota la guerra ERC retingué la presidència de la Generalitat, la Conselleria Primera, la Conselleria de Governació i, des del setembre de 1936, la de Finances. La Guerra Civil acabà oficialment l'abril del 1939 amb el triomf del bàndol nacional liderat pel general Francisco Franco Bahamonde.

### Postguerra i franquisme
Des del 1939 ERC passa a la clandestinitat i s'organitza a l'interior com a resistència antifranquista, al voltant de Manuel Juliachs i Jaume Serra. S'inicia aleshores una obscura època de repressió política i social que es perllongarà durant 36 anys de dictadura, el franquisme (1939-1975). Dels més de 70.000 militants d'ERC, la meitat s'exilien i una quarta part són empresonats, executats o han mort a la guerra. El president Lluís Companys és lliurat per la Gestapo al govern espanyol, que l'afusella al Castell de Montjuïc el 15 d'octubre de 1940, esdevenint l'únic president elegit democràticament a Europa que ha sigut afusellat.
L'any 1945, el Congrés d'ERC, reunit a l'exili a Tolosa, nomena l'exconseller Josep Tarradellas secretari general, càrrec que abandona el 1954 quan és elegit president de la Generalitat a l'exili en substitució de Josep Irla. La Secretaria General d'ERC passa aleshores a mans de Joan Sauret. Al final de la Segona Guerra Mundial, en vista d'un possible derrocament del feixisme espanyol per l'entrada de les forces aliades, la direcció d'ERC a l'exili envia a l'interior Pere Puig, i després Joan Rodriguez-Papasseit. Durant aquests anys ERC és present al Consell de la Democràcia Catalana i al Consell de Forces Democràtiques.
El 1952 Heribert Barrera torna a l'interior i assumeix de facto la direcció del partit, que havia quedat molt malmesa des de les detencions de 1946 i 1947, quan estava articulada al voltant de Miquel Ferrer, Manuel Juliachs, Pere Puig, Pau Ris, Joan Rodríguez, Jaume Serra i Josep Subirats. L'11 de setembre de 1964, coincidint amb la Diada Nacional de Catalunya, ERC i altres grups organitzen la primera manifestació antifranquista des de la fi de la guerra. ERC participa successivament al Consell Català del Moviment Europeu, al Secretariat de la Democràcia Social Catalana, a la Coordinadora de Forces Polítiques, a l'Assemblea de Catalunya, al Consell de Forces Polítiques i a qualsevol iniciativa que s'enfronti al franquisme.

### Transició política espanyola
Mort el general Franco (1975), ERC celebra el juliol de 1976 el 8è Congrés Nacional, en què Barrera es confirma com a líder. A les eleccions a Corts Constituents de 1977 ERC hi va en coalició, atès que encara no estava legalitzada per la seva condició de partit republicà. ERC havia sol·licitat la inscripció al registre de partits polític el 14 de març d'aquell any, però el ministeri de Governació —un mes després dels comicis— va respondre: «La denominació proposada per l'entitat, al referir-se a un sistema polític incompatible amb el vigent legalment a Espanya, pot representar un supòsit d'inadmissibilitat». El partit va intentar una coalició amb Front d'Esquerres o amb Convergència Democràtica de Catalunya, encara que finalment es va aliar amb el Partit del Treball d'Espanya. El nom de la coalició electoral va ser Esquerra de Catalunya-Front Electoral Democràtic. L'aliança va aconseguir un diputat, l'escó d'Heribert Barrera. Algunes de les promeses electorals van ser l'Estatut d'Autonomia o un referèndum sobre la monarquia. Esquerra Republicana de Catalunya va ser finalment legalitzada pel nou govern el 2 d'agost de 1977.
El mateix 1977, i en el marc del 9è Congrés, Heribert Barrera és escollit nou secretari general. En la discussió del text de la nova Constitució espanyola, ERC és l'únic partit català que defensa els principis republicans i el dret a l'autodeterminació dels pobles, idees a les quals la majoria d'espanyols evidentment no donen suport, per la qual cosa ERC defensa el no en el referèndum constitucional celebrat el 6 de desembre de 1978. Durant aquests mesos d'incertesa política, ERC utilitza la nomenclatura «Estudis i Recerques Contemporanis, E.R.C.» en la seu del partit al Carrer Ausiàs Marc, per tal d'evitar problemes amb la policia espanyola.
L'octubre de 1977 torna el president Tarradellas i es restaura la Generalitat. Es redacta un nou text de l'Estatut, al qual ERC s'oposa perquè no garanteix un autogovern mínim. En el referèndum per a la seva aprovació, el 1979, ERC demana el sí, car l'única alternativa a la minsa autonomia oferta a l'Estatut era el no-res. En les eleccions al Parlament de Catalunya, el 1980, ERC obté 14 escons —d'un total de 135—, que porten Barrera a la Presidència del Parlament de Catalunya. El 1984, però, ERC només aconsegueix 5 diputats, i comença un breu període de declivi, que continua el 1986 amb la pèrdua de la presència parlamentària a les Corts de Madrid.

### La vertebració de la nova ERC

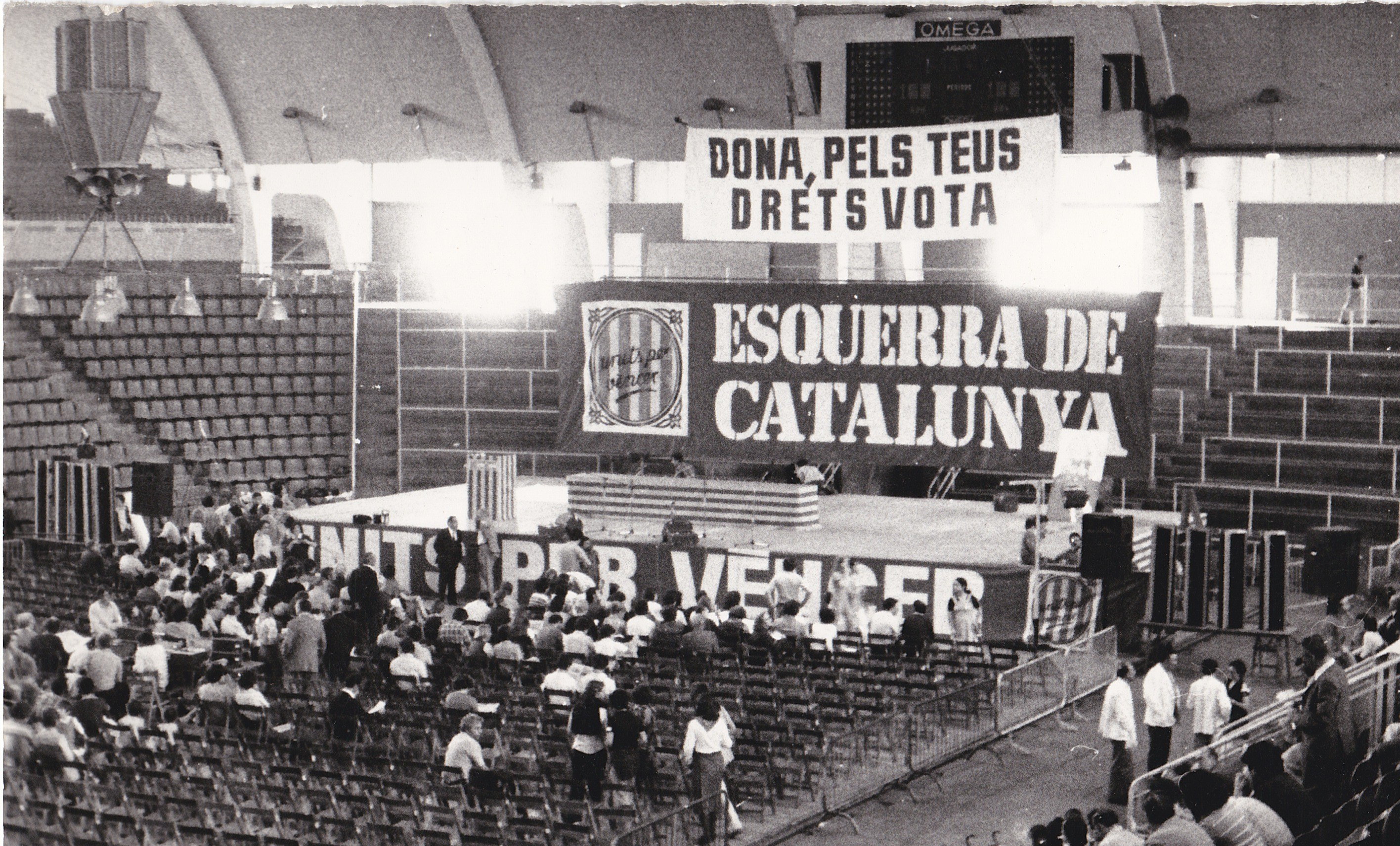
Acte d'Esquerra, 1987

El 1987 es produeix la Crida Nacional a ERC, manifest signat per un centenar de personalitats de la vida pública catalana, encapçalades per Àngel Colom i per Josep-Lluís Carod-Rovira, que volen que ERC aglutini la nova generació independentista sorgida arran del desencís de la Transició espanyola. L'entrada d'aquesta gent jove dinamitza el partit, i a les eleccions al Parlament de Catalunya de 1988 s'obtenen 6 escons. Al 16è Congrés Nacional, celebrat a Lleida el 18 i 19 de novembre de 1989, s'escull una nova direcció que assumeix la independència de tot Catalunya, com a objectiu polític.
Fruit d'aquesta nova orientació, el 1990, el Front Nacional de Catalunya, històrica organització de resistència fundada a l'exili als anys quaranta, s'integra a ERC i s'inicia així el procés d'unitat de l'independentisme. El 1991, arran de l'evolució i clarificació del panorama polític, l'organització Terra Lliure es planteja la seva estratègia, i abandona la lluita armada, on alguns dels seus militants s'incorporen i bona part dels que formaven Catalunya Lliure s'incorporen a ERC. Aquests dos fets converteixen ERC, de facto, en la casa comuna de l'esquerra independentista, tot i que un grup de militants encapçalats per Joan Hortalà s'escindí formant Esquerra Catalana.
Els resultats obtinguts a les eleccions al Parlament de Catalunya el 15 de març de 1992 situen ERC com a tercera força política del Principat, amb el suport de més de 210.000 electors i l'obtenció d'11 diputats, després d'una campanya en què, per primer cop d'ençà de la Transició, un partit que es presentava com a independentista rebia un ampli suport popular.
El 18è Congrés Nacional d'ERC, celebrat el juny de 1992, aprova la reforma dels seus Estatuts davant el creixement electoral, de militància i de presència territorial al Principat, a les Illes Balears i Pitiüses, al País Valencià i a la Catalunya Nord. ERC propugna en el seu primer article estatutari la unitat territorial i la independència de la nació catalana, mitjançant la construcció d'un estat propi en el marc europeu i juntament amb un posicionament ideològic d'esquerres que pren com a referents la democràcia i la defensa del medi ambient, dels drets humans i dels pobles, i fonamenta la seva ideologia i acció política en el progrés social i la solidaritat nacional. Aquest posicionament queda referendat pel 19è Congrés Nacional, el desembre del 1993, amb l'aprovació de la Declaració Ideològica.
En les eleccions legislatives de 1993, ERC recupera la seva presència al Congrés dels Diputats espanyol. Durant aquest any s'incorporen a ERC Jordi Carbonell i Avel·lí Artís i Gener, Tísner, al capdavant del reagrupament dels Nacionalistes d'Esquerra. Les eleccions municipals del 28 de maig de 1995 representen un important salt quantitatiu i qualitatiu de la presència institucional del partit. ERC recupera la presència a molts ajuntaments del Principat en aconseguir més de 550 càrrecs electes i 32 alcaldies, i esdevé així la tercera força política en implantació municipal. A les eleccions al Parlament de Catalunya, ERC obté el millor resultat en nombre absolut de vots des de la República; més de 305.000 votants i 13 diputats. El bon resultat fa que un centenar de membres de l'Assemblea d'Unitat Popular, hereva del Moviment de Defensa de la Terra, s'incorporin a ERC. En 1995, Heribert Barrera abandona la política activa i el 10 juliol Jaume Campabadal i Farré és escollit President.
El 1996 després d'una greu crisi interna, Àngel Colom, juntament amb Pilar Rahola abandonaren el partit i fundaren el Partit per la Independència. Aquest partit, però, tingué una vida curta. En les eleccions municipals del 1999 obtingueren resultats pobres i Pilar Rahola que es presentava com a cap de llista a la ciutat de Barcelona no aconseguí l'acta de regidora. Després d'això la formació es dissolgué.
Al congrés de Vilafranca de 1996 Josep-Lluís Carod-Rovira i Joan Puigcercós van presentar la llista esquerra nacional que es va imposar amb autoritat en l'elecció dels consellers nacionals, i Carod fou nomenat secretari general i Jordi Carbonell va ser escollit president. La nova direcció va imposar un canvi estratègic destinat a competir per l'espai d'esquerres amb socialistes i postcomunistes d'obediència espanyola i deixar de competir només espai nacional amb CiU.
En les eleccions al Parlament de Catalunya de 1999, ERC obté 12 escons amb Carod-Rovira com a cap de llista. Aquell mateix any, s'havien celebrat eleccions europees i municipals, a les quals ERC hi participà amb una aliança amb Els Verds-CEC; pel que fa a les eleccions europees, també formen part de la Coalició Nacionalista - Europa dels Pobles amb el PNB, Eusko Alkartasuna, Unió Mallorquina, que li aportà un eurodiputat durant la segona part de la legislatura (2001-2004).

### Els governs tripartits (2003-2010)

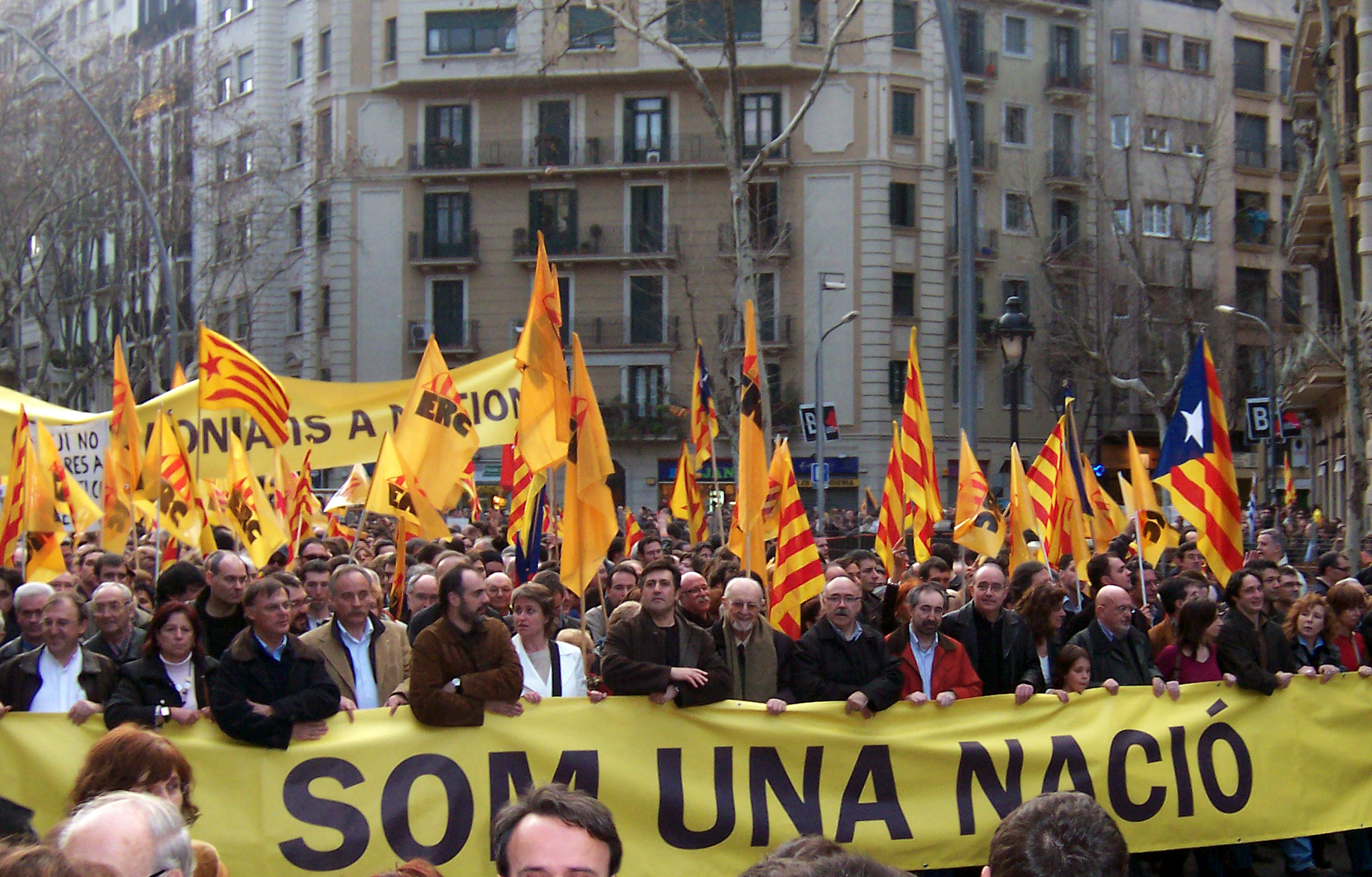
Líders d'ERC encapçalant la manifestació del 18/02/2006 a Barcelona amb el lema 'Som una Nació'

En les eleccions al Parlament de Catalunya de 2003, en les que va concórrer amb independents de Catalunya 2003 malgrat que Convergència i Unió, amb Artur Mas al capdavant, va aconseguir el màxim nombre d'escons per a la seva formació, no va obtenir la majoria necessària per formar govern i es produeix un acord, anomenat Pacte del Tinell, per formar un Govern Catalanista i d'Esquerres entre el Partit dels Socialistes de Catalunya-Ciutadans pel Canvi (PSC-CpC), Esquerra Republicana de Catalunya i Iniciativa per Catalunya Verds-Esquerra Unida i Alternativa (ICV-EUiA). El partit, en entendre que les modificacions al text introduïdes en l'estatut d'Autonomia de Catalunya de 2006 després del seu pas per les Corts espanyoles n'havien afectat aspectes fonamentals i, per tant, l'havien desvirtuat va demanar el vot en contra al referèndum estatutari a Catalunya de 2006. Esquerra acaba sent expulsada del govern, però el reedita en 2007, fent de nou president de la Generalitat a un socialista, José Montilla, que substituïa Pasqual Maragall. El partit va entrar en una fase de caiguda de suport dels seus votants i les eleccions a les Corts Generals de 2008 van suposar la pèrdua del grup parlamentari que havia aconseguit el 2004 amb 638.902 vots (15,89%), passant a obtenir menys de la meitat de suport amb 289.927 vots (7,86%). Aquest esquema es va repetir en les eleccions al Parlament de Catalunya de 2006 en les que va perdre una quarta part dels votants, i en les municipals, en les que ha perdut un de cada cinc votants, i en les eleccions al Parlament de Catalunya de 2010, en les que de nou va perdre gairebé la meitat dels vots de 2006.

### La crisi interna de 2007 a 2010
El 16 de novembre de 2007 va ésser presentada al Col·legi de Periodistes de Catalunya la Crida Nacional a Esquerra Republicana de Catalunya, una iniciativa que tenia com a objectiu la consolidació d'una força política majoritària que desplegués una estratègia de construcció d'un estat català propi. Aquesta iniciativa va estar encapçalada per Hèctor López Bofill i Diego Arcos. Entre les persones que van donar suport a la Crida Nacional hi havia Miquel de Palol, Pilar Dellunde, Antoni Abad, Gemma Rubí, Julià Cufí i Sebastià Alzamora. En 2007 van néixer els corrents interns Reagrupament i Esquerra Independentista. D'ençà del 25è congrés de Barcelona de 2008 el president del partit fou Joan Puigcercós i el secretari general Joan Ridao. Reagrupament se'n va escindir en 2009 i en 2010 ho feu Esquerra Independentista davant la creació de la candidatura Solidaritat Catalana per la Independència i la integració en ell del seu líder Uriel Bertran i d'alguns caps visibles del corrent, tot i que la major part dels adherits van continuar militant dins d'Esquerra Republicana de Catalunya.

### Crisi de 2010 – 2011

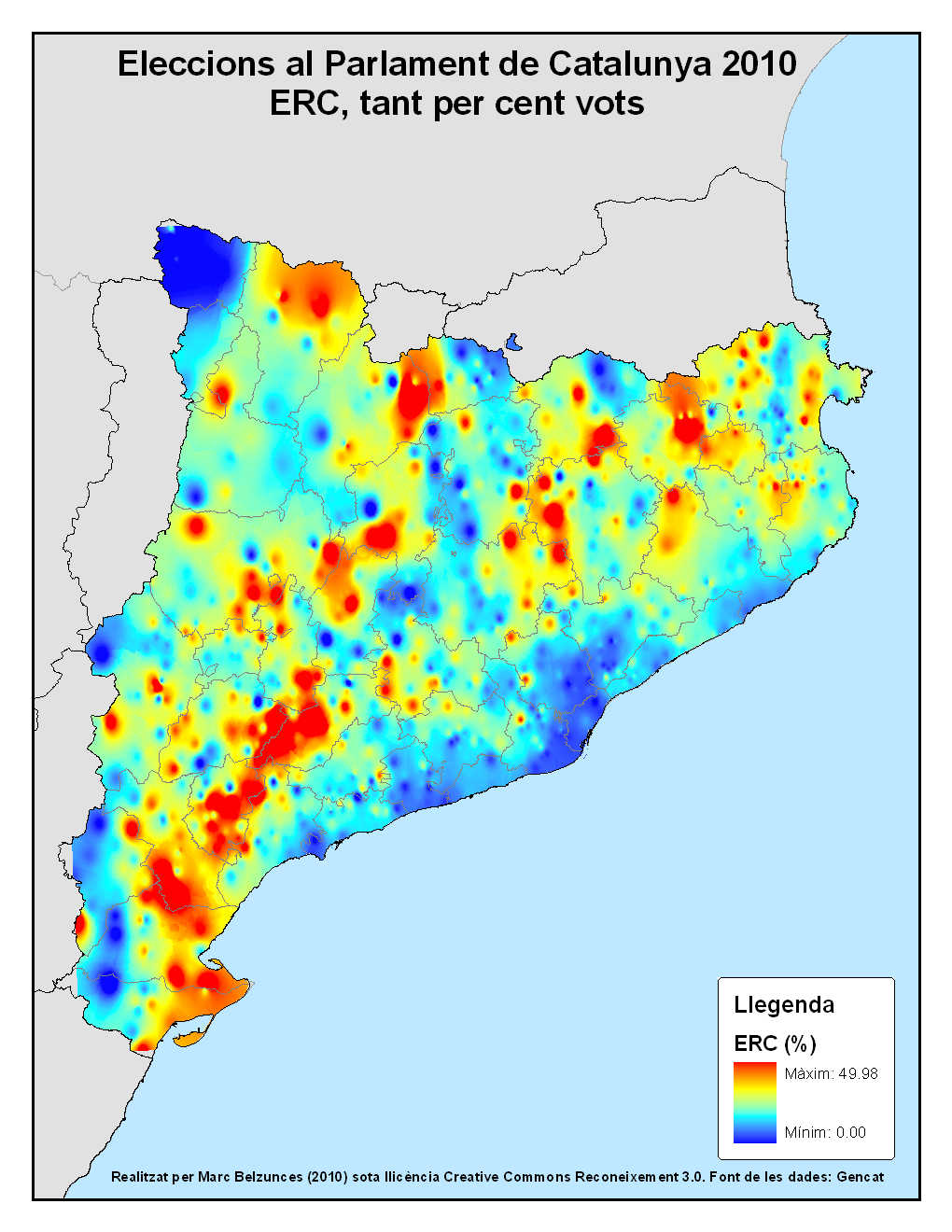
Suport en tant per cent d'ERC a les eleccions catalanes del 2010. En vermell les zones de major suport, en blau on el suport és menor.

Per a les eleccions al Parlament de Catalunya de 2010, la formació engegà una precampanya electoral sota el nom de "Catalunya Decideix", iniciada el 8 de gener i finalitzada el 24 d'octubre de 2010 al Teatre Grec de Barcelona. El projecte tingué per objectiu recollir l'opinió de fins a |cent quaranta mil ciutadans sobre quines haurien d'ésser les condicions per a formar pacte de govern després de les eleccions.
La direcció del partit, fruit de la caiguda constant de votants i els pèssims resultats a les eleccions municipals espanyoles de 2011, va dimitir en bloc el 23 de maig, i el seu anterior president, Josep-Lluís Carod-Rovira, es va donar de baixa del partit el 3 de juny de 2011. En aquelles eleccions municipals, ERC arribà a acords electorals amb Els Verds - Esquerra Ecologista en alguns municipis.

### L'etapa de Junqueras
El 17 de setembre de 2011, en el context del 26è congrés nacional, la militància va escollir Oriol Junqueras com a president i Marta Rovira com a secretària nacional.
Sota la nova direcció executiva del partit, Esquerra Republicana va aconseguir revertir la dinàmica electoral negativa en la qual estava immersa. En les eleccions espanyoles de 2011, ERC, en coalició amb Reagrupament de Joan Carretero i Catalunya Sí, va treure 3 escons, els mateixos que ICV-EUiA. El candidat va ésser Alfred Bosch i també hi destacà Teresa Jordà. En les eleccions al Parlament de Catalunya del 25 de novembre de 2012, Esquerra Republicana va aconseguir arribar a ser la segona força política de Catalunya en aconseguir 21 diputats, superant així al PSC en nombre d'escons i fent que Junqueras esdevingués el primer cap de l'oposició republicà.

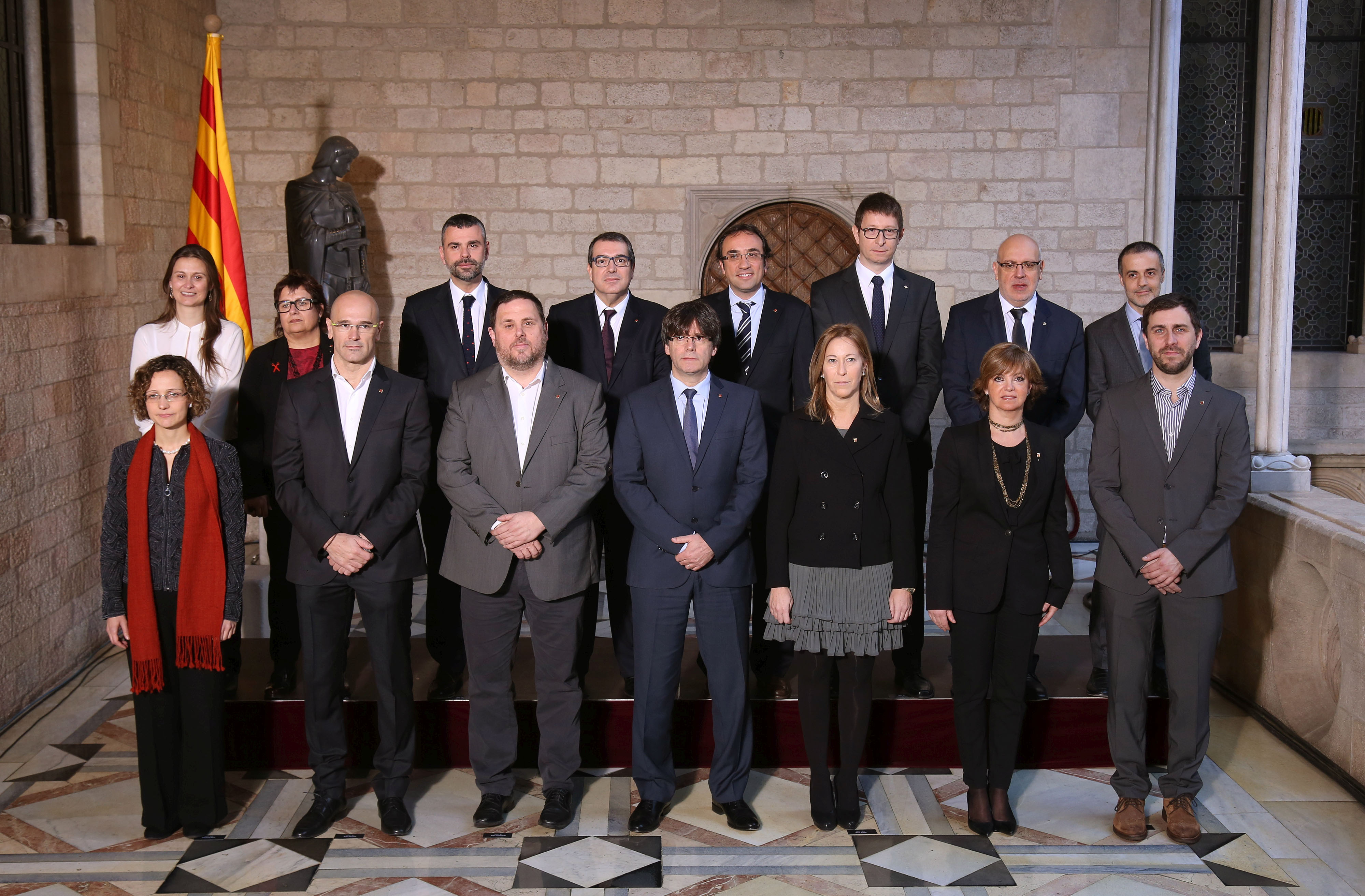
Govern de Catalunya del 2016, amb representació d'ERC, amb el seu president, Oriol Junqueras, a la primera fila, el tercer per l'esquerra.

El 2014, Esquerra Republicana va guanyar les eleccions europees a Catalunya amb el 23,6% dels vots, un fet que no havia succeït des dels temps de la Segona República Espanyola.
El 2015, sota les eleccions al Parlament, ERC, CDC, i les entitats sobiranistes (Assemblea Nacional Catalana, Òmnium Cultural, Associació de Municipis per la Independència i Súmate) i altres partits com (Moviment d'Esquerres i Demòcrates de Catalunya), s'uneixen per un objectiu comú, bastir una candidatura transversal per poder guanyar les eleccions al Parlament de Catalunya del 2015, en les quals ells mateixos les defineixen com un plebiscit sobre la independència, i així començar el procés formal d'independència: Junts pel Sí. Finalment la CUP, no s'hi uneix, ja que per les seves diferències ideològiques se n'acaben distanciant.
Finalment, a les eleccions generals espanyoles de 2015, Esquerra Republicana va obtenir els millors resultats de la seva història, aconseguint 9 diputats dels 47 diputats catalans que hi han al Congrés dels Diputats. Van obtenir 599.289 vots, un 15,98% del vot total de Catalunya. Amb aquests resultats, el president d'ERC Oriol Junqueras i el tàndem Gabriel Rufián-Joan Tardà van superar els millors resultats d'ERC en unes generals (fins ara amb els resultats més bons per als republicans van ser les de les eleccions generals espanyoles de 2004 amb Josep-Lluís Carod-Rovira al capdavant. Amb la repetició de les eleccions, Esquerra va aconseguir millorar els seus resultats respecte les anteriors eleccions, i va obtenir 629.294 vots i un 18,17% de vot a Catalunya; amb això, ERC va esdevenir primera força en 474 municipis.
Després del Referèndum sobre la independència de Catalunya de l'1 d'octubre de 2017 i l'aplicació de l'article 155, Esquerra Republicana va concórrer en solitari a les Eleccions al Parlament de Catalunya de 2017 el 21 de desembre, malgrat que incorporà a les seves llistes a Demòcrates de Catalunya, formació democrata-cristiana i independentista escindida d'Unió Democràtica de Catalunya, i, també a les formacions provinents del PSC, Avancem i MES. La candidatura liderada per Oriol Junqueras va ser la tercera més votada, per darrere de Ciutadans i Junts per Catalunya.
De cara a les eleccions generals espanyoles d'abril de 2019, convocades anticipadament per Pedro Sánchez, ERC va firmar un acord de coalició amb Sobiranistes, un partit escindit de Catalunya en Comú-Podem, amb el lideratge de Joan Josep Nuet i Comunistes de Catalunya. En canvi, a les eleccions municipals de Barcelona ERC arribà a un acord amb el grup d'Elisena Alamany, que formà un petit partit amb el nom de Nova, també provinent dels comuns. Fracassades les negociacions després del debat d'investidura fallit de Pedro Sánchez, les eleccions es van repetir al novembre i Esquerra va votar a favor de la investidura de Sánchez a canvi d'un acord per abordar el conflicte polític amb l’estat a través d’una mesa de negociació, aprovada per la militància d'esquerra en una consulta interna.

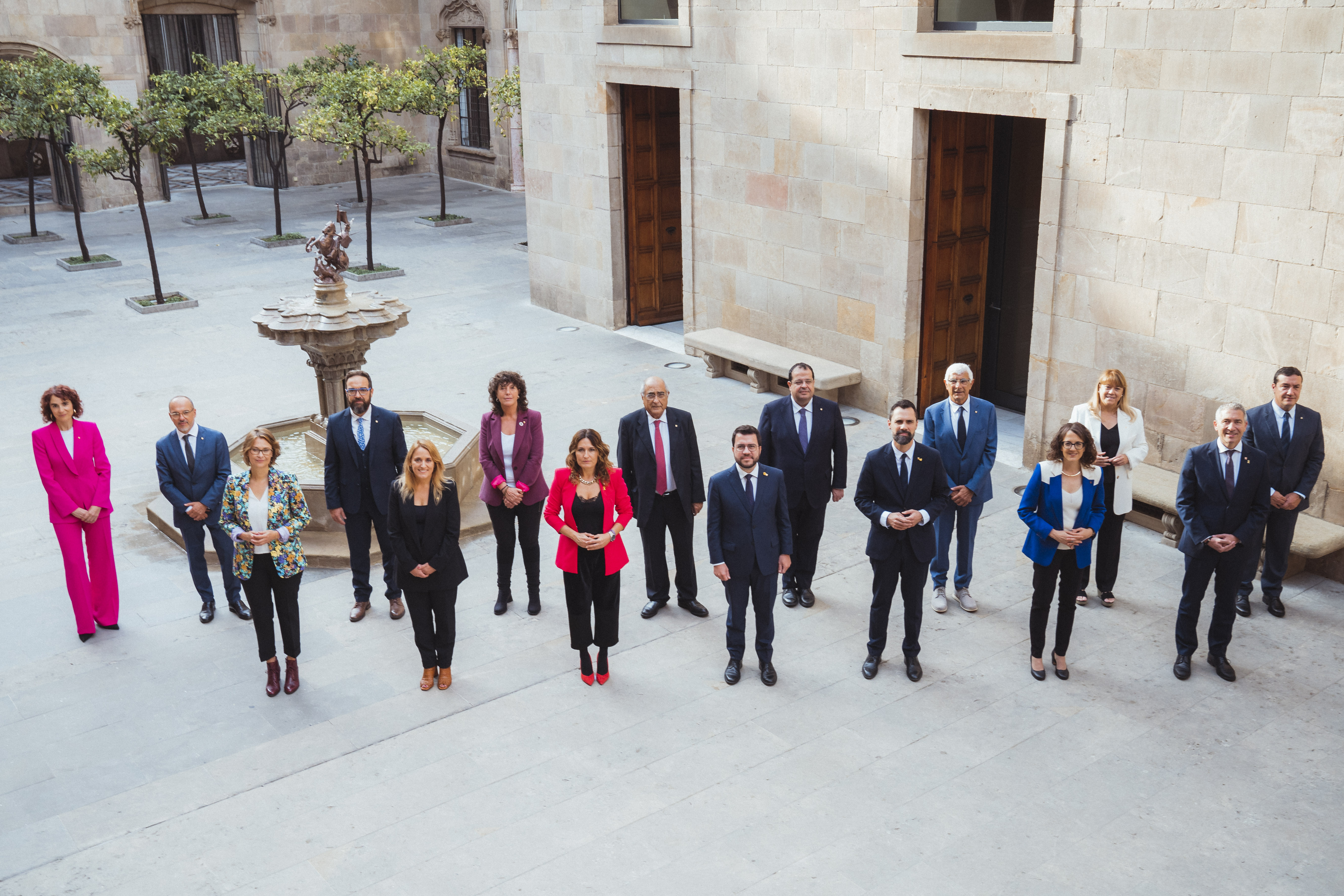
Govern de Catalunya en 2022, en solitari d'Esquerra i encapçalat per Pere Aragonès, després de la sortida dels consellers de Junts

El 2021 el partit va confiar en Pere Aragonès i Garcia, llavors vicepresident del govern Torra, com a cap de llista per a les eleccions al Parlament de Catalunya, que es va convertir en el 132è President de la Generalitat de Catalunya el 21 de maig de 2021 en un govern de coalició amb Junts per Catalunya El 10 d'octubre de 2022 Aragonès va reorganitzar el seu govern per substituir els exconsellers de Junts, que havien abandonat el govern, apostant per antics perfils del PSC, En Comú Podem i PDeCAT. L'acció del govern Aragonès va amortir les polítiques independentistes per ampliar la base de suport i canviar l'actitud del govern i els poders fàctics de l'Estat espanyol envers les demanades independentistes mitjançant una taula de diàleg, com es va establir en el 29è congrés del partit, que també va confirmar els liderats de Junqueras i Rovira, unes polítiques que van obtenir uns escassos resultats.
El partit va tornar a donar suport a Pedro Sánchez després de les eleccions generals espanyoles de 2023 després que la militància ho aprovés després d'una consulta a canvi de la llei d'amnistia, la segona fase de la resolució del conflicte polític per a abordar el referèndum, el traspàs integral de Rodalies de Catalunya, compromisos econòmics i propostes per a reduir el dèficit fiscal, i el 2 d'agost de 2024 va aprovar en una consulta a la militància votar favorablement a la investidura com a President de la Generalitat de Catalunya de Salvador Illa, del PSC.

### Estructura interna d'intoxicació pública amb accions de falsa bandera
En 2024 es va destapar l'existència d'una estructura interna dedicada a fer atacs de falsa bandera, que es finançada pel partit amb factures falses a través de l'empresa de comunicació Relevance, i que en 2019 va penjar un ninot d'Oriol Junqueras en un pont de Sant Vicenç dels Horts amb una pintada que el condemnava a podrir-se a la presó, va enviar uns en octubre de 2022 un grup de mariachis a la seu de Junts quan es debatia sortir del govern, poc abans de les eleccions municipals de 2023 hauria fet una enganxada de cartells en els que es mostraven Xavier Trias i Jaume Collboni fent-se un petó, i un altre enganxada de cartells contra els germans Maragall per la malaltia d'Alzheimer de Pasqual Maragall, van llençar bitllets falsos amb missatges difamatoris contra Laura Borràs durant un judici, a més d'accions a les xarxes socials, per la que va dimitir Sergi Sabrià, responsable de les campanyes electorals de Esquerra i viceconseller de Comunicació i Estratègia del Govern en funcions. Ernest Maragall es va donar de baixa del partit per l'escàndol dels cartells contra l'Alzheimer.

### La crisi de 2024
L'important descens a les eleccions municipals espanyoles de 2023 va suposar el primer gran fracàs electoral del partit des que Oriol Junqueras i Marta Rovira dirigien el partit, amb una estratègia dirigida encapçalar l'independentisme i posar final a l'hegemonia socialista a l'Àrea Metropolitana de Barcelona amb l'acostament al Partit dels Socialistes de Catalunya (PSC) per arribar a acords en qüestions com la protecció de la llengua, l'aprovació dels pressupostos del Parlament o investint i pactant amb el govern de Pedro Sánchez que va fer recuperar la centralitat i l'hegemonia a tot el país al PSC.

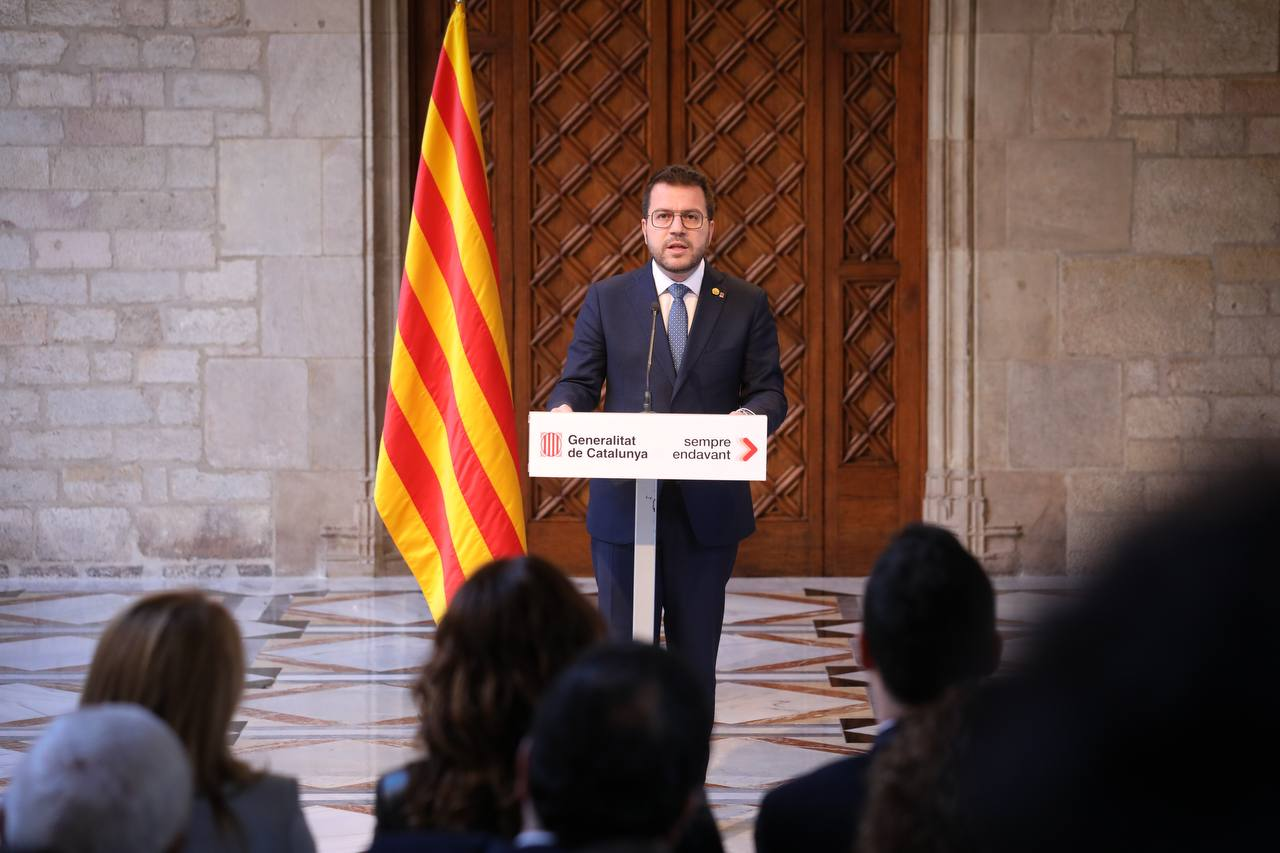
Pere Aragonès anuncia la convocatòria avançada d'eleccions per al 12 de maig de 2024, després del rebuig al projecte de pressupostos de 2024

L'endemà de les eleccions eleccions al Parlament de Catalunya de 2024, que es van haver d'avançar després del rebuig al projecte de pressupostos de 2024, Pere Aragonès anuncià la seva retirada pels mals resultats obtinguts, en les què Esquerra va perdre molta part dels antics votants a mans del PSC i en menor quantitat a l'abstenció i a Junts+, i Oriol Junqueras deixà la presidència uns dies després, convocant un congrés per al 30 de novembre en què Marta Rovira va anunciar que no es presentaria a la reelecció com a secretària general. El 12 de juliol de 2024, ja aprovada la Llei orgànica d'amnistia per a la normalització institucional, política i social a Catalunya, Marta Rovira va retornar a Catalunya de l'exili a Suïssa, acompanyada per altres exiliats, com ara, Ruben Wagensberg, Oleguer Serra, Jesús Rodríguez i Campmajó.
El 2 d'agost la militància d'Esquerra Republicana de Catalunya va aprovar un acord amb el PSC per assegurar la investidura del socialista Salvador Illa i Roca com a President de la Generalitat en una consulta interna molt dividida.

### El 30è congrés, en 2024
Al congrés del 30 de novembre de 2024 es van presentar quatre precandidatures a la direcció del partit: els continuïstes Militància Decidim i Nova Esquerra Nacional van presentar Oriol Junqueras i Xavier Godàs respectivament, mentre les dues candidatures més trencadores i oposades als pactes amb el PSC, Foc Nou i Recuperem ERC van presentar Helena Solà i Xavier Martínez Gil respectivament. Les acusacions creuades per la responsabilitat dels atacs de falsa bandera en el clima precongressual van fer que comissió de garanties decidís suspendre el procediment disciplinari fins després del congrés. Recuperem ERC no va aconseguir avals suficients per presentar candidatura
En la votació de 30 de novembre Junqueras obtingué el 48,3% dels vots, Godàs el 35,3% i Solà el 12,6%, havent de celebrar-se una segona volta el 14 de desembre. En la segona volta, Junqueras va renovar el liderat del partit amb el 52,2% dels vots, mentre Godàs va obtenir el 42,2% dels vots.
En gener de 2025 Elisenda Alamany va informar que el partit no havia pogut localitzar els informes que va fer Xavier Mombiela sobre l'estructura interna d'intoxicació pública amb accions de falsa bandera.

### Líders

#### Presidència
| Presidència | Presidència | Presidència                    | Presidència            | Presidència            |
| Número      | Imatge      | Nom                            | Inici mandat           | Final mandat           |
| ----------- | ----------- | ------------------------------ | ---------------------- | ---------------------- |
| 1           |             | Francesc Macià i Llussà        | 22 de febrer de 1931   | 25 de desembre de 1933 |
| 2           |             | Lluís Companys i Jover         | 25 de desembre de 1933 | 6 d'octubre de 1934    |
| 3           |             | Carles Pi i Sunyer             | 6 d'octubre de 1934    | 11 de maig de 1936     |
| 4           |             | Lluís Companys i Jover         | 11 de maig de 1936     | 15 d'octubre de 1940   |
| 5           |             | Heribert Barrera i Costa       | 15 de desembre de 1991 | 10 juliol de 1995      |
| 6           |             | Jaume Campabadal i Farré       | 10 juliol de 1995      | 24 de novembre de 1996 |
| 7           |             | Jordi Carbonell i de Ballester | 24 de novembre de 1996 | 4 de juliol de 2004    |
| 8           |             | Josep-Lluís Carod-Rovira       | 4 de juliol de 2004    | 7 de juny de 2008      |
| 9           |             | Joan Puigcercós i Boixassa     | 7 de juny de 2008      | 17 de setembre de 2011 |
| 10          |             | Oriol Junqueras i Vies         | 17 de setembre de 2011 | En el càrrec           |

#### Secretaria general
Informació actualitzada per un bot. Els canvis manuals es perdran quan s'actualitzi!
| Número | Imatge | Nom                          | Inici del mandat | Fi del mandat | Dades a Wikidata              |
| ------ | ------ | ---------------------------- | ---------------- | ------------- | ----------------------------- |
| 1      |        | Joan Lluís Pujol i Font      | 01-03-1931       | 01-04-1931    | Modifica les dades a Wikidata |
| 2      |        | Josep Tarradellas i Joan     | 01-04-1931       | 01-03-1932    | Modifica les dades a Wikidata |
| 3      |        | Joan Tauler i Palomeras      | 01-03-1932       | 01-01-1938    | Modifica les dades a Wikidata |
| 4      |        | Josep Tarradellas i Joan     | 01-01-1938       | 01-01-1954    | Modifica les dades a Wikidata |
| 5      |        | Joan Sauret i Garcia         | 01-01-1954       | 01-01-1976    | Modifica les dades a Wikidata |
| 6      |        | Heribert Barrera i Costa     | 01-01-1976       | 01-01-1987    | Modifica les dades a Wikidata |
| 7      |        | Joan Hortalà i Arau          | 01-01-1987       | 01-01-1989    | Modifica les dades a Wikidata |
| 8      |        | Àngel Colom i Colom          | 01-01-1989       | 01-01-1996    | Modifica les dades a Wikidata |
| 9      |        | Josep-Lluís Carod-Rovira     | 01-01-1996       | 04-07-2004    | Modifica les dades a Wikidata |
| 10     |        | Joan Puigcercós i Boixassa   | 04-07-2004       | 07-06-2008    | Modifica les dades a Wikidata |
| 11     |        | Joan Ridao i Martín          | 07-06-2008       | 17-09-2011    | Modifica les dades a Wikidata |
| 12     |        | Marta Rovira i Vergés        | 17-09-2011       | 14-12-2024    | Modifica les dades a Wikidata |
| 13     |        | Elisenda Alamany i Gutiérrez | 14-12-2024       |               | Modifica les dades a Wikidata |

## Imatge corporativa

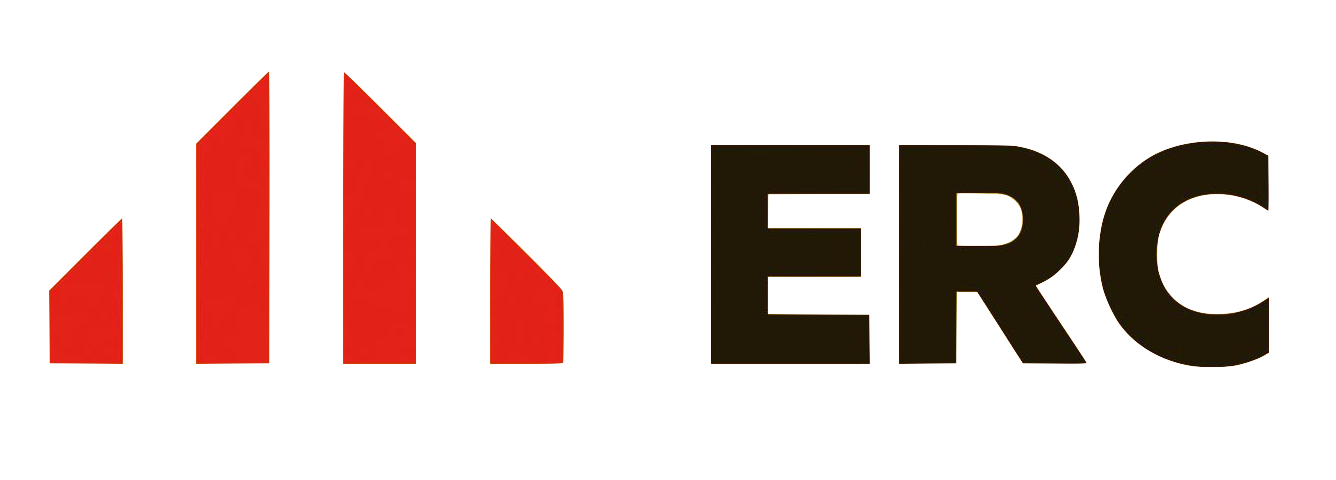
Nou logotip d'ERC escollit el 2013 per la militància

### Logotip
Entre el 14 i el 21 de març de 2013 militants, simpatitzants, i amics del partit van sotmetre a votació electrònica l'alternativa a triar com a nou logotip, després que un 52,79% dels votants es va mostrar favorable a renovar-lo en el darrer Congrés Nacional del partit abans de les eleccions al Parlament de Catalunya de 2012. Fou així que l'opció presentada per l'equip Nou Barons, integrada per Carles Grau i Pau Casals, i votada per un 65,82% dels participants va resultar escollida.

## Organització interna
El juliol de 2024 tenia 8.226 militants, mentre que en setembre de 2019 tenia prop de 10.000 militants.
Els òrgans nacionals de direcció política són: el Congrés Nacional, òrgan sobirà de caràcter assembleari, ja que hi pot participar tota la militància; i el Consell Nacional i l'Executiva Nacional, òrgans de gestió del partit.

### Organigrama
El president és el líder o màxim representant del partit. L'actual president és Oriol Junqueras i Vies, des de l’1 d’octubre de 2011.
El secretari general és la segona persona amb més poder a l'organigrama del partit. De vegades ha estat el candidat del partit a la Presidència de la Generalitat. Actualment el càrrec l'ocupa Elisenda Alamany Gutiérrez, des de l'14 de desmembre de 2024.

### Desplegament territorial
L'organització territorial d'Esquerra Republicana és d'estructura federativa i s'organitza en àmbits territorials, federacions territorials i seccions locals.
Els àmbits territorials són:
- Catalunya: Esquerra Republicana de Catalunya.
- País Valencià: Esquerra Republicana del País Valencià.
- Illes Balears i Pitiüses: Esquerra Republicana.
- Vall d'Aran: Esquèrra Republicana Occitana.[68]

Les federacions regionals de Catalunya són:
- Federació de la regió metropolitana de Barcelona.
- Federació de la regió de Girona.
- Federació de la regió del Camp de Tarragona.
- Federació de la regió de l'Ebre.
- Federació de la regió de la Catalunya Central.
- Federació de la regió de Lleida.
- Federació de la regió de l'Alt Pirineu-Aran.
- Federació de la regió de la ciutat de Barcelona.
- Federació de la regió del Penedès.
- Federació de la Catalunya Nord.

### Esquèrra Republicana Occitana (ÈRO)
Esquèrra Republicana Occitana (ÈRO) s'autodefineix com un partit occitanista i d'esquerres que vetlla pel benestar de les persones i que lluita per la independència de Catalunya, a la que s'inclouria com un estat lliure associat. Un dels objectius principals de la formació és trencar el bipartidisme de Convergència Democràtica Aranesa - Partit Nacionalista Aranès (CDA) i Unitat d'Aran (UA), però té una escassa implantació i no es va presentar a les eleccions municipals de 2019. En 2020, Hug de la Rosa Ruperto, president d'Aran Amassa fou escollit president, substituint a Josep Boix i Pociello, El 2023 es va presentar en la coalició Acord Municipal amb Aran Amassa a les eleccions municipals obtenint 515 vots (10,54%) i set regidors, i a les eleccions al Consell General d'Aran amb 498 (10,71%) sense obtenir representació.

## Moviments interns
Entre els corrents i moviments a l'òrbita del partit s'hi troben:
- Nova Esquerra Nacional, col·lectiu creat el 2024 i liderat per Xavier Godàs i Alba Camps.[76]
- Militància Decidim, col·lectiu creat el 2024 i liderat per Oriol Junqueras i Elisenda Alamany
- Foc Nou, col·lectiu creat el 2024 i liderat per Helena Solà i Alfred Bosch.
- Recuperem ERC, col·lectiu creat el 2024 i liderat per Xavier Martínez i Àngel Ruiz.
- Reactivem l'Esquerra Nacional, manifest fet públic el 2024 i signat entre d'altres per Pere Aragonès i Marta Rovira.[77]
- Col·lectiu Primer d'Octubre, moviment creat l'any 2019 i impulsat per Joan Puig i Xavier Martínez.[78]
- Nova Crida Nacional a ERC, manifest fet públic el 2018 i impulsat per Josep Andreu, Xavier Martínez i Enric Pujol.[79]
- Catalunya Sí, associació presidida per Vicenç Pedret i Lluís Danés.[80]

## Resultats electorals
| Eleccions al Parlament de Catalunya | Eleccions al Parlament de Catalunya | Eleccions al Parlament de Catalunya | Eleccions al Parlament de Catalunya | Eleccions al Parlament de Catalunya | Eleccions al Parlament de Catalunya | Eleccions al Parlament de Catalunya | Eleccions al Parlament de Catalunya |
| Any eleccions                       | Vots                                | % vots (posició)                    | Diputats                            | +/-                                 | Govern                              | Candidat                            |                                     |
| ----------------------------------- | ----------------------------------- | ----------------------------------- | ----------------------------------- | ----------------------------------- | ----------------------------------- | ----------------------------------- | ----------------------------------- |
| 1932                                | 269.550                             | 52,6 (1)                            | 56 / 85                             |                                     | Majoria Absoluta                    | Francesc Macià                      |                                     |
| 1980                                | 240.871                             | 8,87 (5)                            | 14 / 135                            | 42                                  | Oposició                            | Heribert Barrera                    |                                     |
| 1984                                | 126.943                             | 4,41 (5)                            | 5 / 135                             | 9                                   | Oposició                            | Heribert Barrera                    |                                     |
| 1988                                | 111.647                             | 4,1 (5)                             | 6 / 135                             | 1                                   | Oposició                            | Joan Hortalà                        |                                     |
| 1992                                | 210.366                             | 7,9 (3)                             | 11 / 135                            | 5                                   | Oposició                            | Àngel Colom                         |                                     |
| 1995                                | 305.867                             | 9,4 (4)                             | 13 / 135                            | 2                                   | Oposició                            | Àngel Colom                         |                                     |
| 1999                                | 271.173                             | 8,6 (4)                             | 12 / 135                            | 1                                   | Oposició                            | Josep-Lluís Carod-Rovira            |                                     |
| 2003                                | 544.324                             | 16,44 (3)                           | 23 / 135                            | 11                                  | Coalició (PSC–ERC–ICV)              | Josep-Lluís Carod-Rovira            |                                     |
| 2006                                | 416.355                             | 14,0 (3)                            | 21 / 135                            | 2                                   | Coalició (PSC–ERC–ICV)              | Josep-Lluís Carod-Rovira            |                                     |
| 2010                                | 218.046                             | 7,0 (5)                             | 10 / 135                            | 11                                  | Oposició                            | Joan Puigcercós                     |                                     |
| 2012                                | 496.292                             | 13,7 (2)                            | 21 / 135                            | 11                                  | Oposició                            | Oriol Junqueras                     |                                     |
| 2015                                | 1.620.973                           | 39,54 (1)                           | 62 / 135(32 amb JxSí)               | 11                                  | Coalició (JxSi)                     | Raül Romeva (independent)           |                                     |
| 2017                                | 935.861                             | 21,38 (3)                           | 32 / 135                            | =                                   | Coalició (JxCat–ERC)                | Oriol Junqueras                     |                                     |
| 2021                                | 605.581                             | 20,99 (2)                           | 33 / 135                            | 1                                   | Coalició (ERC–Junts)                | Pere Aragonès                       |                                     |
| 2021                                | 605.581                             | 20,99 (2)                           | 33 / 135                            | 1                                   | Minoria (des d'oct. 2022)           | Pere Aragonès                       |                                     |
| 2024                                | 427.135                             | 13,68 (3)                           | 20 / 135                            | 13                                  | Oposició                            | Pere Aragonès                       |                                     |

### Congrés dels Diputats
| Congrés dels Diputats |           |           |           |                          |
| Eleccions             | Catalunya | Catalunya | Catalunya | Candidat                 |
| Eleccions             | Vots      | %         | Escons    | Candidat                 |
| 1977                  | 143.954   | 4,7       | 1 / 47    | Heribert Barrera         |
| 1979                  | 123.453   | 4,2       | 1 / 47    | Heribert Barrera         |
| 1982                  | 138.116   | 4         | 1 / 47    | Francesc Vicens          |
| 1986                  | 84.628    | 2,6       | 0 / 47    | Francesc Vicens          |
| 1989                  | 84.756    | 2,7       | 0 / 46    | Joan Hortalà             |
| 1993                  | 189.632   | 5,1       | 1 / 47    | Pilar Rahola             |
| 1996                  | 167.641   | 4,2       | 1 / 46    | Pilar Rahola             |
| 2000                  | 194.715   | 5,6       | 1 / 46    | Joan Puigcercós          |
| 2004                  | 652.196   | 15,9      | 8 / 47    | Josep-Lluís Carod-Rovira |
| 2008                  | 298.139   | 7,8       | 3 / 47    | Joan Ridao               |
| 2011                  | 256.985   | 7,07      | 3 / 47    | Alfred Bosch             |
| 2015                  | 599.289   | 15,98     | 9 / 47    | Gabriel Rufián           |
| 2016                  | 629.294   | 18,17     | 9 / 47    | Gabriel Rufián           |
| 2019 (I)              | 1.015.355 | 24,59     | 15 / 48   | Oriol Junqueras i Vies   |
| 2019 (II)             | 869.934   | 22,56     | 13 / 48   | Gabriel Rufián           |
| 2023                  | 462.883   | 13,16     | 7 / 48    | Gabriel Rufián           |

### Parlament Europeu
| Parlament Europeu |           |           |        |                                                                      |
| Eleccions         | Catalunya | Catalunya | Escons | Candidat                                                             |
| Eleccions         | Vots      | %         | Escons | Candidat                                                             |
| 1987              | 112.107   | 3,7       | 0 / 60 | Carlos Garaikoetxea (EA) Heribert Barrera (ERC)                      |
| 1989              | 78.408    | 3,3       | 1 / 60 | Carlos Garaikoetxea (EA) Heribert Barrera (ERC)                      |
| 1994              | 141.285   | 5,5       | 0 / 64 | Carlos Garaikoetxea (EA) Max Cahner (ERC)                            |
| 1999              | 174.374   | 6         | 1 / 64 | Gorka Knörr (EA) Miquel Mayol (ERC)                                  |
| 2004              | 262.958   | 11,8      | 1 / 54 | Bernat Joan (ERC) Mikel Irujo (EA)                                   |
| 2009              | 181.213   | 9,2       | 1 / 54 | Oriol Junqueras (ERC) Ana Miranda (BNG) Iñaki Irazabalbeita (Aralar) |
| 2014              | 630.072   | 23,7      | 2 / 54 | Josep Maria Terricabras                                              |
| 2019              | 733.401   | 21,19     | 3 / 54 | Oriol Junqueras i Vies                                               |
| 2024              | 354.240   | 14,8      | 3 / 61 | Diana Riba i Giner                                                   |

### Ajuntaments
| Ajuntaments |           |             |               |                                              |
| Eleccions   | Catalunya | Catalunya   | Catalunya     | Líder                                        |
| Eleccions   | Vots      | %           | Regidors      | Líder                                        |
| 1979        | 103.547   | 3,8 / 100   | 210 / 8.223   | Heribert Barrera (Secretari general)         |
| 1983        | 85.168    | 2,9 / 100   | 155 / 8.199   | Heribert Barrera (Secretari general)         |
| 1987        | 75.422    | 2,4 / 100   | 188 / 8.186   | Heribert Barrera (Secretari general)         |
| 1991        | 92.003    | 3,3 / 100   | 228 / 8.328   | Àngel Colom (Secretari general)              |
| 1995        | 204.906   | 6,3 / 100   | 525 / 8.426   | Àngel Colom (Secretari general)              |
| 1999        | 225.576   | 7,7 / 100   | 677 / 8.497   | Josep-Lluís Carod-Rovira (Secretari general) |
| 2003        | 419.961   | 12,8 / 100  | 1.282 / 8.690 | Josep-Lluís Carod-Rovira (Secretari general) |
| 2007        | 347.601   | 11,6 / 100  | 1.594 / 8.932 | Josep-Lluís Carod-Rovira (Secretari general) |
| 2011        | 271.503   | 9 / 100     | 1.422 / 9.132 | Joan Puigcercós (President)                  |
| 2015        | 513.169   | 16,4 / 100  | 2.388 / 9.069 | Oriol Junqueras (President)                  |
| 2019        | 819.845   | 23,48 / 100 | 3,107 / 9,147 | Oriol Junqueras (President)                  |
| 2023        | 520.360   | 17,31 / 100 | 2,895 / 9,147 | Oriol Junqueras (President)                  |

### Posició envers els referèndums
- 1931: Referèndum estatutari a Catalunya de 1931. Demana el "Sí".
- 1976: Referèndum sobre la Llei per a la Reforma Política. Demana el "Sí", però no va poder participar en la campanya electoral al no estar encara legalitzat el partit.
- 1978: Referèndum per a la ratificació de la Constitució Espanyola de 1978. Demana el "No".
- 1979: Referèndum sobre el Estatut d'Autonomia de Catalunya de 1979. Demana el "Sí".
- 1986: Referèndum sobre la permanència d'Espanya a l'OTAN. Demana el "No".
- 2005: Referèndum sobre la Constitució Europea a Espanya. Demana el "No".
- 2006: Referèndum estatutari a Catalunya de 2006. Demana el "No".
- 2017: Referèndum sobre la independència de Catalunya. Demana el "Sí".